# Rhizodus
Rhizodus — це вимерлий рід базальних тетраподоморфів з плавниками. Він належав до Rhizodontida, однієї з найдавніших клад тетраподоморфів. Було описано два дійсні види, обидва з яких жили в епоху раннього карбону. Типовий вид R. hibberti відомий з візейського етапу Сполученого Королівства, тоді як вид R. serpukhovensis походить із серпуховського періоду Росії. Деякі скам'янілості, віднесені до роду Rhizodus, також були знайдені в Північній Америці.

## Морфологічний опис

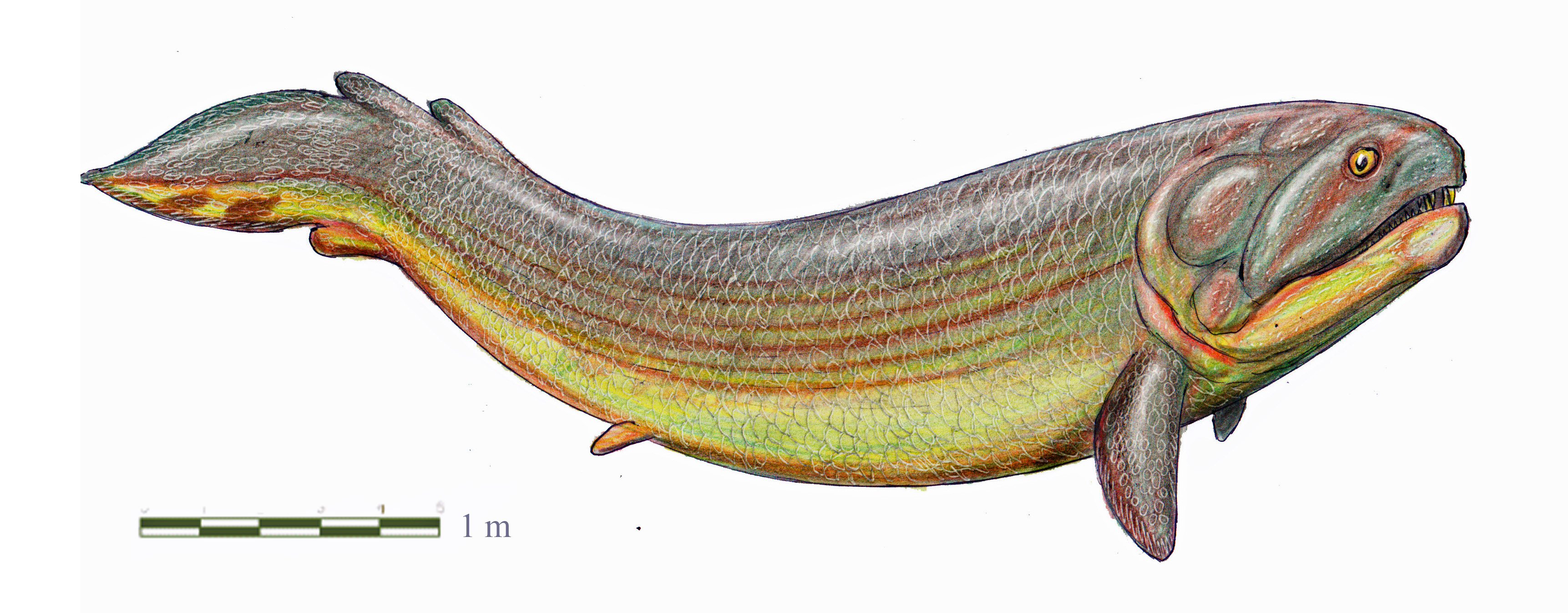
Художня реконструкція

Найпомітнішими характеристиками Rhizodus, порівняно з іншими гігантськими ризодонтами, такими як Barameda, були два 22-сантиметрові ікла, розташовані біля передньої частини його щелеп, за якими йшли інші зуби, що зменшувалися за розміром. Rhizodus був гігантським верхівковим хижаком, який мешкав у прісноводних озерах, річкових системах і великих болотах, з R. hibberti розмірами 5.14–5.63 метра в довжину і вагою 1–1.5 тонни. Він харчувався малими та середніми амфібіями, використовуючи зуби, щоб убивати здобич і розривати її на легкозасвоювані розміри, а не ковтати здобич цілком, як інші дрібнозубі саркоптериги.
Відбитки викопної шкіри показують, що Rhizodus мав великі пластинчасті луски, подібні до тих, що є на сучасних арапайм.

## Дієта
Раціон Rhizodus включав рибу середнього розміру і тетраподів. Було припущено, що Ризодус кидався на наземну, берегову здобич, так само, як сучасний крокодил.